# Texas Instruments DaVinci
A Texas Instruments DaVinci é uma família de chips de processadores que são usados principalmente em aplicações de vídeo e imagem embarcada. Muitos dos processadores possui em seu núcleo um DSP baseado nas linhas TMS320, C6000, VLIW e outro núcleo ARM em um único chip. Usando um processador de propósito geral e um DSP as aplicações podem ser priorizadas em controle e vídeo sendo executada pelos processadores que se destacam em suas respectivas tarefas.
Edições atuais da linha incluído produtos que só usam DSP ou apenas ARM. Todos os chips mais recentes podem integrar vários aceleradores para descarregar o processamento de aplicação específica nos núcleos de processador dedicados para aceleração. O mais usado entre estes estão os motores de compressão e descompressão HDVICP, H.264, SVC e MPEG-4, um motor de acelerador com métodos sofisticados para melhorar vídeo chamado ISP e o sensores de entrada de câmera OSD para a aceleração de exibição. Alguns dos mais novos processadores também os integrar um co-processador de visão no SoC.

## Historia
- 21 de maio de 2007 - TMS320DM648 - Processador ofertado a $ 40 para aplicações de segurança
- 04 de setembro de 2007 - TMS320DM355 - ARM com valor abaixo de $10 + chip de co-processador  para codificação / decodificação MPEG-4
- 30 de dezembro de 2007 - TMS320DM6467 - 10x melhoria de desempenho em comparado com o DM6446
- 18 de julho, 2008 - TMS320DM335 - ISP única versão do DM355
- 18 de novembro de 2008 - TMS320DM357 - Baixo custo em tempo real D1 H.264 de codificação de vídeo
- 3 março de 2009 - TMS320DM365 - ARM abaixo de $10 + chip de co-processador para codificação / decodificação de 720p30 e 1080p H.264
- 18 março de 2010 - TMS320DM8168 - 36x canais de realtime D-1 codificação / decodificação H.264  ou 6x canais de codificação / decodificação realtime HD H.264
- 14 abril de 2010 - TMS320DM368 - processador compatível Pin-pin com DM365 que pode fazer 1080p30 codificação H.264 / decodificar
- 10 de maio de 2010 - DMVA2 - processador compatível Pin-pin com DM365 e DM368 que pode fazer analises, além de compressão H.264
- 1 de março de 2011 - TMS320DM8148 - 12x canais de D-1 desempenho H.264 de codificação com DSP para análise
- 03 de dezembro de 2012 - DM385 e DM8107 - ARM + chip co-processador que faz  codificação / decodificação 1080p60e, processamento de imagem de alta qualidade. DM8107 foi para mercado de  DVR multi-canal / NVR
- 10 de abril de 2013 - DM369 - ARM + chip co-processador de pin-pin compatível com DM365, DM365 e DMVA2, com melhor desempenho com pouca luz
- 29 de outubro de 2013 - DM388, DMVA3, DM383 - ARM + chip co-processador  de pin-pin compatível com DM385, acrescentando qualidade de vídeo e análise aprimorada

Atualmente os processadores DaVinci são usados em uma variedade aplicações que usam vídeo e de visão, incluindo câmeras de segurança IP, DVR / NVR, sistemas BlackBoxes para carro (DVR carro ou táxi cam), drones dentre outros.